# العلاقات الأرجنتينية البرازيلية

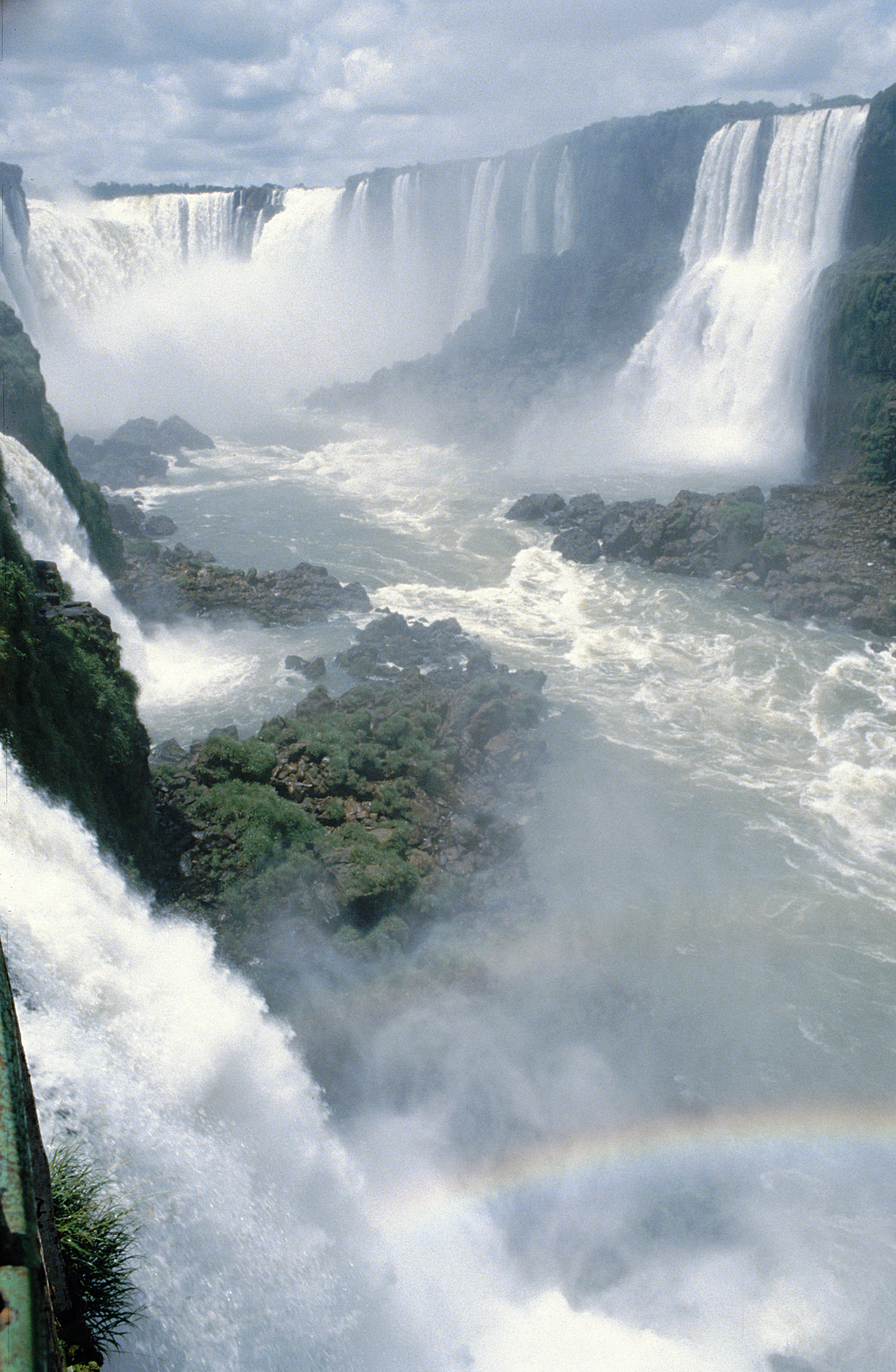
تقع شلالات إجوازو التي تُعدّ أكبر منظومة شلالات في العالم على الحدود الأرجنتينية البرازيلية وتمثل أبرز رموز العلاقة الوطيدة التي تربط عملاقيّ أمريكا الجنوبية.

تعد العلاقة بين الأرجنتين والبرازيل وثيقة وتاريخية وتشمل كل الأبعاد الممكنة، مثل: الاقتصاد والتجارة والثقافة والتعليم والسياحة. امتدت هذه العلاقة المعقدة لأكثر من قرنين، من الحرب والخصومة إلى الصداقة والتحالف.
كانت ريو دي جانيرو أول عاصمة تعترف باستقلال الأرجنتين، بينما كانت بوينس آيرس أول حكومة تعترف باستقلال البرازيل. ورثت الأرجنتين والبرازيل سلسلة من النزاعات الإقليمية التي بقيت دون حل من القوى الاستعمارية السابقة، وذلك بعد تحقيق الاستقلال عن تيجان شبه الجزيرة الإيبيرية في أوائل القرن التاسع عشر. كان أخطر خرق في العلاقة هو حرب السيزبلاتين (1825-1828)، بقيادة الغزو البرازيلي وضم أقاليم باندا أورينتال. رغم الفترات العديدة من العداء الصامت، لم تُعرّف العلاقة الأرجنتينية البرازيلية بالعداء الصريح لمعظم القرنين التاسع عشر والعشرين. كانت هناك منافسة على مستويات عدة، وعكست سياسات الدفاع الخاصة بكل منهما الشكوك المتبادلة، لكن النهوض الاقتصادي البرازيلي في الثمانينيات من القرن العشرين أدى إلى تكيّف الأرجنتين مع فكرة كونها قوة إقليمية ثانوية وزيادة التعاون.
حوّل البلدان تنافسهما النووي إلى تعاون من خلال الثقة المتبادلة، وذلك مع إنشاء الوكالة البرازيلية الأرجنتينية للمحاسبة ومراقبة المواد النووية في عام 1991. ولّد الحجم الكبير للتجارة والهجرة بين الأرجنتين والبرازيل روابط وثيقة، خاصة بعد تطبيق ميركوسور (السوق المشتركة الجنوبية) في عام 1991. تعتبر العلاقة الاستراتيجية بين الأرجنتين والبرازيل اليوم «في ذروتها التاريخية». وقد أكدت السياسة الخارجية الأرجنتينية بشكل خاص على «توثيق التحالف الاستراتيجي مع البرازيل من جميع جوانبه». وبالمثل، كانت الأرجنتين «أولوية مطلقة» بالنسبة للسياسة الخارجية البرازيلية.

## نظرة عامة
تعد الأرجنتين والبرازيل دولتان متجاورتان في أمريكا الجنوبية واثنان من أهم الاقتصادات فيها. يمثل البَلدان مجتمعان 63% من إجمالي مساحة أمريكا الجنوبية و60% من سكانها و61% من ناتجها المحلي الإجمالي.

## نبذة تاريخية

### الاستقلال والتوحيد
تشترك الأرجنتين والبرازيل في حوض ريو دي لا بلاتا -وهي منطقة اصطدم فيها الغزاة البرتغاليون والإسبان في طموحهم لغزو أرض جديدة لممالكهم الخاصة. بعد تحقيق الاستقلال عن تيجان شبه الجزيرة الإيبيرية في أوائل القرن التاسع عشر، ورثت جمهورية الأرجنتين والإمبراطورية البرازيلية سلسلة من النزاعات الإقليمية التي بقيت دون حل من القوى الاستعمارية السابقة، والتي تشمل الباراغواي والأوروغواي، وهما الدولتان الأخريان في حوض ريو دي لا بلاتا.

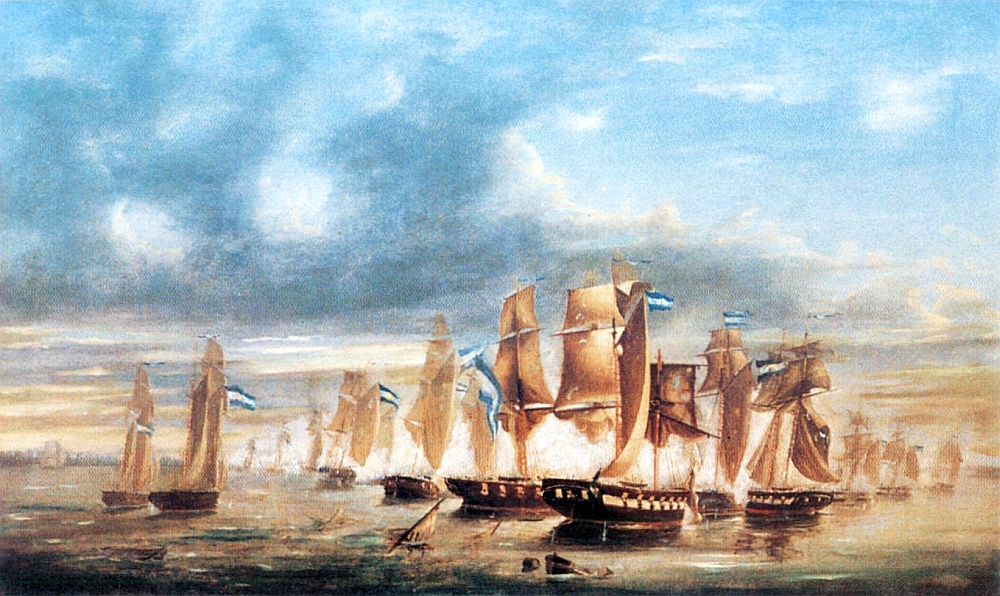
معركة خونكال خلال حرب السيزبلاتين.

بدأت حرب السيزبلاتين خلال هذه الفترة، وهي أول نزاع مسلح بين البلدين. منذ عام 1825 وحتى عام 1828، تفوقت قوات اتحاد محافظات ريو دي لا بلاتا على قوى الإمبراطورية البرازيلية، حتى توقيع معاهدة مونتيفيديو التي منحت الاستقلال للأوروغواي عن كلا البلدين. وبالنظر إلى التكلفة العالية للحرب لكلا الجانبين والأعباء التي فرضتها على التجارة بين المحافظات المتحدة والمملكة المتحدة، ضغطت الأخيرة على الطرفين المتحاربين للانخراط في مفاوضات سلام في ريو دي جانيرو. وبوساطة بريطانية فرنسية، وقّعت محافظات ريفر بليت المتحدة وإمبراطورية البرازيل معاهدة مونتيفيديو لعام 1828، التي اعترفت باستقلال محافظة السيزبلاتين تحت اسم جمهورية أوروغواي الشرقية. تواجهت قوات البلدين مرة أخرى في وقت لاحق، خلال حرب البلاتين، حين تمكن حلف البرازيل وأوروغواي والمتمردين الأرجنتينيين من هزيمة روساس (التي ساعدها متمردو أوروغواي بقيادة مانويل أوريبي). كانت حرب أخرى على وشك الاندلاع خلال السبعينيات من القرن التاسع عشر عندما رفضت البرازيل قبول رغبة الأرجنتين في ضم كامل منطقة تشاكو بعد نهاية حرب الباراغواي (المعروفة أيضًا باسم حرب التحالف الثلاثي) عندما كان البَلدان حليفين ضد الباراغواي.

### الدول الموحدة

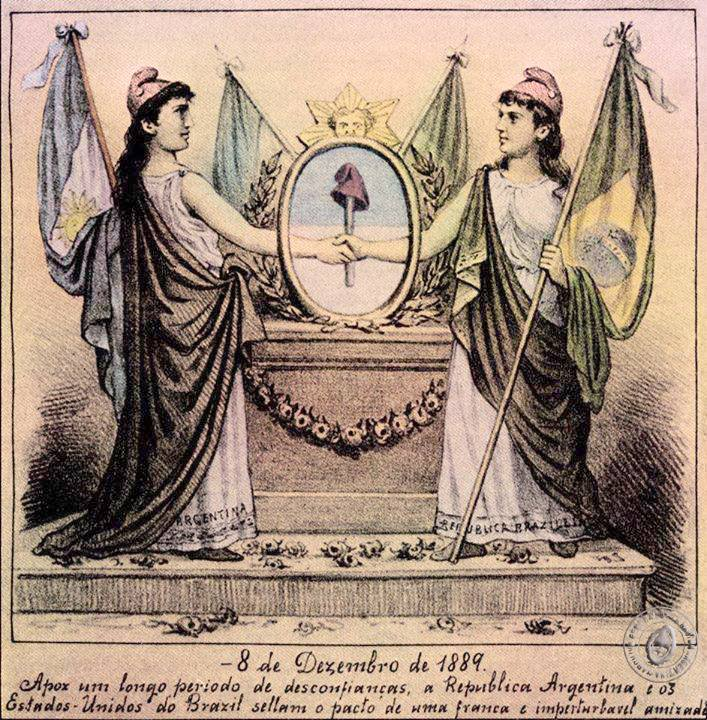
يصور هذا الرسم المجازي العائد لعام 1890 علاقة الصداقة القائمة بين جمهورية الأرجنتين والجمهورية البرازيلية المتأسسة حديثًا.

على الرغم من وجود نزاعات إقليمية بقيت دون حل وفترات عديدة من العداء الصامت، لم تُعرّف العلاقات الأرجنتينية البرازيلية بالعداء الصريح لمعظم القرنين التاسع عشر والعشرين. كانت هناك منافسة على مستويات عدة، وعكست سياسات الدفاع الخاصة بكل منهما الشكوك المتبادلة، لكن علاقتهما الثنائية لم تكن عدائية. بعد منتصف الخمسينيات من القرن التاسع عشر، لم يلجأ أي من البلدين إلى الإكراه أو استخدام القوة لحل النزاعات الإقليمية، وخلال الحرب الرئيسية الوحيدة التي وقعت في منطقة بلاتا -حرب الباراغواي (1864-1870)- تحالفت الأرجنتين والبرازيل ضد الباراغواي.
مع ذلك، استمرت مخاوف الأرجنتين في الجزء اللاحق من القرن التاسع عشر بشأن الطموح الاستعماري المحتمل للبرازيل، وكذلك العلاقة التجارية الوثيقة بين البرازيل وتشيلي، منافِسة الأرجنتين. أدى الخوف من التدخل البرازيلي المحتمل لدعم تشيلي في خضم حرب المحيط الهادئ إلى استمرار الأرجنتين في المحافظة على الوضع الراهن مع البرازيل.

### القرن العشرون

#### جزر فوكلاند
بعد ثلاث سنوات من إلغاء عملية سوبريانا الرامية لغزو جزر بيكتون ونيوفا ولينوكس، غزت الأرجنتين جزر فوكلاند في أبريل 1982، وأشعلت حربًا قصيرة ولكن مهمة مع المملكة المتحدة. أيدت البرازيل مطالبة الأرجنتين بخصوص جزر فوكلاند:
بعد استعراض المسألة المتعلقة بجزر فوكلاند، أعرب سعادة رئيس جمهورية البرازيل الاتحادية عن دعم حكومته لجمهورية الأرجنتين، معيدًا التأكيد على إيمانه بأن المفاوضات الجارية ستسفر عن نتائج مرضية في غضون فترة وجيزة.

- وزارة العلاقات الخارجية للبرازيل

#### تطبيق الديمقراطية (1985)
بدأت عملية تكامل وشراكة قوية بين البلدين بعد تطبيق الديمقراطية. في عام 1985، وقّع البلدان على حجر الأساس لميركوسور، وهي اتفاقية تجارية إقليمية.
في مجال العلوم، تنافس العملاقان الإقليميان منذ الخمسينيات من القرن العشرين عندما أطلقت الحكومتان برامج نووية وفضائية متماثلة، ومع ذلك، وُقّعت العديد من الاتفاقيات منذ ذلك الحين مثل إنشاء الوكالة البرازيلية الأرجنتينية للمحاسبة ومراقبة المواد النووية للتحقق من تعهدات البلدين باستخدام الطاقة النووية للأغراض السلمية فقط.

### السنوات الأخيرة

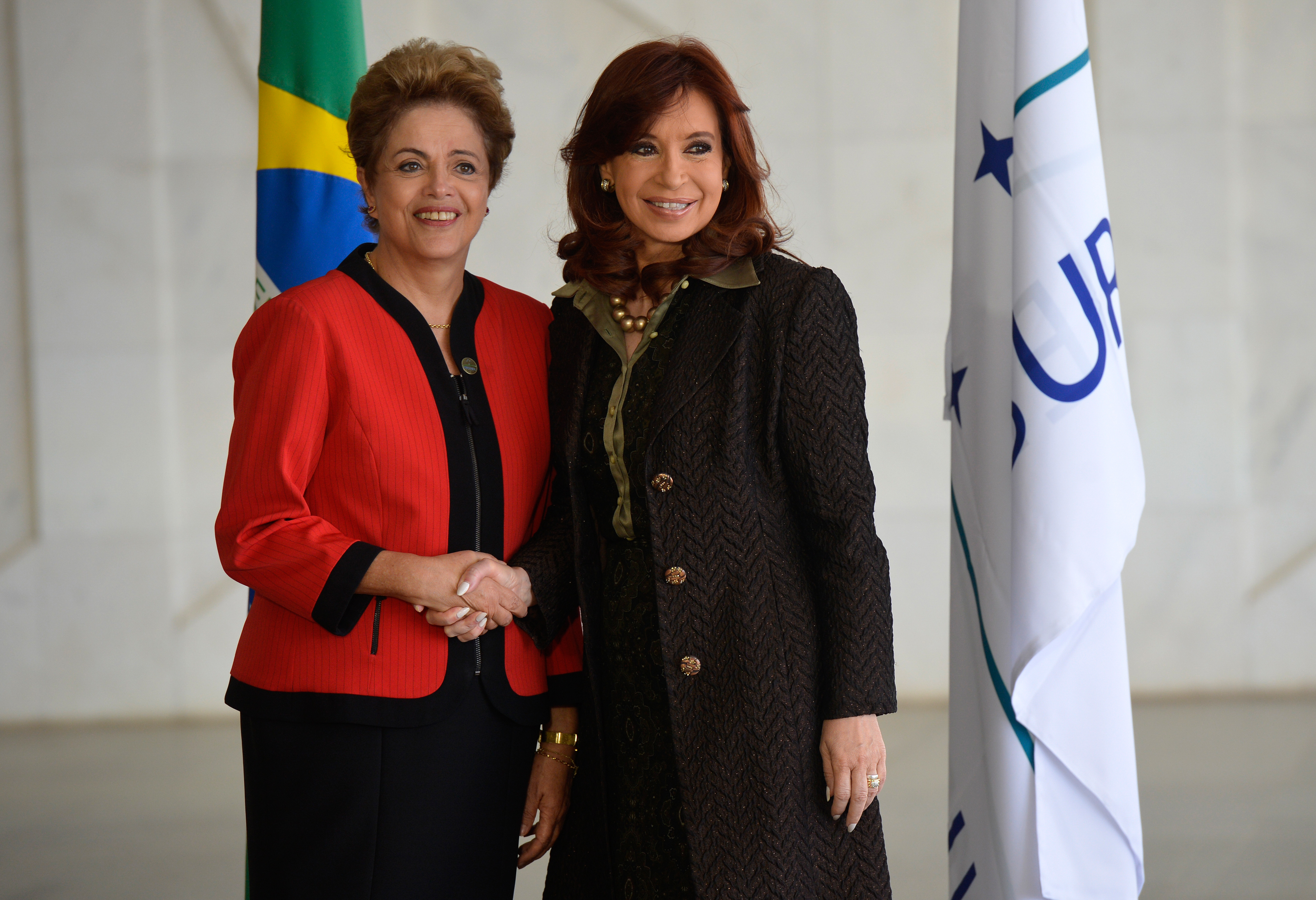
رئيسة البرازيل السابقة ديلما روسيف مغ رئيسة الأرجنتين السابقة كريستينا فرنانديز دي كيرشنر عام 2015.

وضعت إدارة الرئيس الأرجنتيني نيستور كيرشنير البرازيل كأولوية في السياسة الخارجية واعتبرت العلاقات مع جارتها إستراتيجية. قوبل ذلك بالمثل من قِبل البرازيل، إذ وضع لولا دا سيلفا الأرجنتين كأولوية رئيسية في سياسته الخارجية. كانت أول زيارة خارجية للولا دا سيلفا، بصفته الرئيس المنتخب، إلى الأرجنتين في ديسمبر 2002. من المنظور البرازيلي، ليس بالإمكان تحويل أمريكا الجنوبية إلى كتلة قوة عالمية سوى من خلال هذا التحالف الاستراتيجي، وهو أحد أهداف سياسة لولا دا سيلفا الخارجية.
منذ عام 2003، نسقت الأرجنتين والبرازيل مواقفهما في المنظمات الحكومية الدولية، حسبما هو واضح من مشاركتهما المشتركة في المفاوضات الزراعية في المؤتمر الوزاري لمنظمة التجارة العالمية في 2003 في كانكون، وموقفهما المشترك فيما يتعلق بإنشاء منطقة التجارة الحرة للأمريكتين، وصوتهما في مجموعة العشرين لإصلاح النظام المالي العالمي. كان إنشاء اتحاد دول أمريكا الجنوبية عام 2008 خطوة تاريخية في السياسات الخارجية الجديدة للبرازيل والأرجنتين. وفي إشارة أخرى إلى الثقة المتبادلة، يشغل الدبلوماسيون من البلدين مقعدًا واحدًا في مجلس الأمن التابع للأمم المتحدة منذ عام 2003 عندما يشغل أي منهما مقعدًا غير دائم.
على الصعيد الاقتصادي، تخلت الأرجنتين والبرازيل عن الدولار الأمريكي وبدأتا في استخدام عملاتهما الخاصة في جميع المعاملات التجارية الثنائية في عام 2008.

## مقارنة بين البلدين
هذه مقارنة عامة ومرجعية للدولتين:
| وجه المقارنة                                              | الأرجنتين                                               | البرازيل |
| --------------------------------------------------------- | ------------------------------------------------------- | --- |
| المساحة (كم2)                                             | 2.78 مليون                                              | 8.52 مليون |
| عدد السكان (نسمة)                                         | 44.27 مليون                                             | 202.66 مليون |
| الكثافة السكانية (ن./كم²)                                 | 15.92                                                   | 23.79 |
| العاصمة                                                   | بوينس آيرس                                              | برازيليا، ريو دي جانيرو |
| اللغة الرسمية                                             | اللغة الإسبانية                                         | برتغالية برازيلية، Brazilian Sign Language ‏ |
| العملة                                                    | البيزو الأرجنتيني 1983 ‏، بيزو أرجنتيني، أسترال أرجنتيني | ريال برازيلي، كروزيرو ريال برازيلي ‏، كروزيرو البرازيلية (1990–1993)، البرازيلي كروزادو نوفو، كروزادو برازيلي، cruzeiro ‏، كروزيرو البرازيلية (1942–1967)، الريال البرازيلي (قديم) |
| الناتج المحلي الإجمالي (بليون دولار)                      | 637.59 مليار                                            | 2.06 تريليون |
| الناتج المحلي الإجمالي (تعادل القوة الشرائية) بليون دولار | 883.02 مليار                                            | 3.22 تريليون |
| الناتج المحلي الإجمالي الاسمي للفرد دولار أمريكي          | 13.43 ألف                                               | 8.54 ألف |
| الناتج المحلي الإجمالي للفرد دولار أمريكي                 |                                                         | 15.89 ألف |
| مؤشر التنمية البشرية                                      | 0.827                                                   | 0.754 |
| رمز المكالمات الدولي                                      | +54                                                     | +55 |
| رمز الإنترنت                                              | .ar                                                     | .br |
| المنطقة الزمنية                                           | 00                                                      | |

## مدن متوأمة
في ما يلي قائمة باتفاقيات التوأمة بين مدن أرجنتينية وبرازيلية:
- ترتبط لابلاتا مع ساو باولو باتفاقية توأمة.
- ترتبط سانتا في مع إنكانتادو باتفاقية توأمة منذ 14 أغسطس 2003.[26][26][26][26]
- ترتبط باهيا بلانكا مع كوريتيبا باتفاقية توأمة.
- ترتبط أوشوايا مع سانتوس، ساو باولو باتفاقية توأمة.
- ترتبط مندوزا مع سيرتاوزينيو باتفاقية توأمة.
- ترتبط روساريو مع كامبو غراندي باتفاقية توأمة منذ 1987.[27][28][28][27]
- ترتبط قرطبة مع ناتال باتفاقية توأمة.
- ترتبط ريسيستينسيا مع ساو فيسنتي، ساو باولو باتفاقية توأمة.
- ترتبط بوينس آيرس مع برازيليا باتفاقية توأمة منذ 19 مايو 1994.
- ترتبط غويا، خيريز دي لا فرونتيرا مع أوروغوايانا، ريو غراندي دو سول باتفاقية توأمة.

## منظمات دولية مشتركة
يشترك البلدان في عضوية مجموعة من المنظمات الدولية، منها:
| علم المنظمة | اسم المنظمة                                                          | تاريخ انضمام الأرجنتين | تاريخ انضمام البرازيل |
| ----------- | -------------------------------------------------------------------- | ---------------------- | --------------------- |
|             | البنك الإفريقي للتنمية                                               | ?                      | ?                     |
|             | مجموعة العشرين                                                       | ?                      | ?                     |
|             | منظمة الشرطة الجنائية الدولية                                        | ?                      | ?                     |
|             | ميركوسور                                                             | ?                      | ?                     |
|             | الاتحاد البريدي العالمي                                              | ?                      | ?                     |
|             | وكالة حظر الأسلحة النووية في أمريكا اللاتينية ومنطقة البحر الكاريبي ‏ | ?                      | ?                     |
|             | منظمة التجارة العالمية                                               | ?                      | ?                     |
|             | الفريق المعني برصد الأرض                                             | ?                      | ?                     |
|             | مجموعة الموردين النوويين                                             | ?                      | ?                     |
|             | اتحاد دول أمريكا الجنوبية                                            | ?                      | ?                     |
|             | مؤسسة التنمية الدولية                                                | 3 أغسطس 1962           | 15 مارس 1963          |
|             | مؤسسة التمويل الدولية                                                | 13 أكتوبر 1959         | 31 ديسمبر 1956        |
|             | مجموعة دول الأنديز                                                   | ?                      | ?                     |
|             | منظمة حظر الأسلحة الكيميائية                                         | ?                      | ?                     |
|             | الأمم المتحدة                                                        | 24 أكتوبر 1945         | 24 أكتوبر 1945        |
|             | الاتحاد الدولي للاتصالات                                             | 1889                   | 4 يوليو 1877          |
|             | البنك الدولي للإنشاء والتعمير                                        | 20 سبتمبر 1956         | 14 يناير 1946         |
|             | وكالة ضمان الاستثمار متعدد الأطراف                                   | 11 فبراير 1992         | 7 يناير 1993          |
|             | نظام تحكم تكنولوجيا القذائف                                          | 1993                   | 1995                  |
|             | يونسكو                                                               | 15 سبتمبر 1948         | 4 نوفمبر 1946         |

## أعلام
هذه قائمة لبعض الشخصيات التي تربطها علاقات بالبلدين:
- إيفا فيلما (14 ديسمبر 1933 –)
- خوان دارتيس (ممثل أرجنتيني، 28 أكتوبر 1963 –)
- خوليو روكا الأرجنتيني (17 يوليو 1843[36] – 19 أكتوبر 1914[37][36])
- فيرناندو ميليغيني (لاعب كرة مضرب برازيلي، 12 أبريل 1971 –)
- ليليانا كاسترو (29 يونيو 1979[38] –)
- مانويل خوسيه غارسيا (سياسي أرجنتيني، 11 أكتوبر 1784[39] – 22 أكتوبر 1848[39])
- ويلسون سيفيرينو (لاعب كرة قدم أرجنتيني، 25 فبراير 1980 –)
- ياسمين برونيه (عارضة برازيلية، 6 يونيو 1988 –)

## وصلات خارجية
- موقع وزارة الخارجية الأرجنتينية
- موقع وزارة الخارجية البرازيلية